# Langenaubach
Langenaubach is een stadsdeel van de gemeente Haiger in het district Lahn-Dill-Kreis in de Duitse deelstaat Hessen.
Langenaubach had op 30 juni 2008 1807 inwoners.